# Луговий Сергій Васильович
Сергій Васильович Луговий (25 вересня 1911, село Стецівка, тепер Звенигородського району Черкаської області — ?) — український радянський діяч, секретар Житомирського обласного комітету КПУ, голова Житомирського обласного комітету народного контролю, 1-й секретар Бердичівського міського комітету КПУ Житомирської області.

## Біографія
З жовтня 1929 року служив у Червоній армії.
Член ВКП(б) з 1930 року.
Працював на Південно-Західній залізниці.
З червня 1941 року — в Червоній армії, учасник німецько-радянської війни. Служив заступником начальника відновлювального поїзду № 4 із політичної частини Управління військово-відновлювальних робіт № 8 Південно-Західного, Сталінградського, Донського, Південного, 2-го, 3-го та 4-го Українських фронтів. 
На 1949—1951 роки — завідувач адміністративного відділу Житомирського обласного комітету КП(б)У.
На 1952—1959 роки — 1-й секретар Бердичівського міського комітету КПУ Житомирської області.
У 1959 — січні 1963 року — голова партійної комісії Житомирського обласного комітету КПУ.
15 січня 1963 — 4 грудня 1964 року — голова Житомирського сільського обласного комітету партійно-державного контролю — заступник голови виконавчого комітету Житомирської сільської обласної ради депутатів трудящих. Одночасно, 15 січня 1963 — 4 грудня 1964 року — секретар Житомирського сільського обласного комітету КПУ.
У грудні 1964 — грудні 1965 року — голова Житомирського обласного комітету партійно-державного контролю — заступник голови виконавчого комітету Житомирської обласної ради депутатів трудящих. Одночасно, 4 грудня 1964 — лютий 1966 року — секретар Житомирського обласного комітету КПУ.
З грудня 1965 по червень 1975 року — голова Житомирського обласного комітету народного контролю.
З 1975 року — персональний пенсіонер.

## Звання
- інженер-капітан адміністративної служби

## Нагороди
- орден Червоної Зірки (26.12.1944)
- ордени
- медаль «За бойові заслуги» (6.10.1944)
- медаль «За оборону Сталінграда» (1942)
- медаль «За перемогу над Німеччиною у Великій Вітчизняній війні 1941—1945 рр.» (1945)
- медаль «За перемогу над Японією» (1945)
- медалі